# Pityopus californica
Pityopus es un género monotípico de plantas  pertenecientes a la familia Ericaceae.  Su única especie: Pityopus californica, es originaria de Norteamérica.

## Distribución y hábitat
Es originaria de las montañas de la costa oeste de los Estados Unidos desde Washington a California, donde crece en los bosques de coníferas y los  bosques mixtos. No es común en toda su gama.

## Descripción
Es una hierba perenne es micoheterótrofo, parasitando los hongos para obtener los  nutrientes. Es de color crema o blanco, sin clorofila. Es el más pequeño de la familia. Produce un pedúnculo carnoso sin tallo por encima de la hojarasca del suelo del bosque, llegando a no más de 10 centímetros de altura. Se cubre con hojas como escamas, tan reducidas que no realizan la fotosíntesis. La parte aérea de la planta es esencialmente sólo la inflorescencia, con 2 a 11 flores cilíndricas blancas que florecen durante un corto tiempo. La flor tiene cuatro o cinco pétalos blancos y una garganta peluda. Se produce una baya menor de un centímetro de ancho que contiene muchas semillas. La planta madura tiene un olor que recuerda al queso Brie, que puede servir para atraer a los polinizadores. Después de la fructificación de la planta se marchita hasta la época de la siguiente floración.

## Taxonomía
Pityopus californica fue descrita por (Eastw.) Copel. y publicado en Madroño 3(4): 155. 1935
Etimología
Pityopus: nombre genérico que deriva de la palabra griega Pitis =  "pino", y pous o podos = "pie", indicando su hábitat al pie de los pinos.
californica: epíteto geográfico que alude a su localización en California.
Sinonimia
- Hypopitys californica (Eastw.) A. Heller
- Monotropa californica Eastw. basónimo[5]